# Budy Pobyłkowskie
Budy Pobyłkowskie (prononciation : [ˈbudɨ pɔbɨu̯ˈkɔfskʲɛ]) est un village polonais de la gmina de Pokrzywnica dans le powiat de Pułtusk de la voïvodie de Mazovie dans le centre-est de la Pologne.
Le village compte approximativement une population de 55 habitants en 2009.

## Histoire
De 1975 à 1998, le village appartenait administrativement à la voïvodie de Ciechanów.